# Дано, Филлип
Филлип Дано (фр. Phillip Danault; род. 24 февраля 1993, Викториавилл, Квебек) — канадский хоккеист, центральный нападающий клуба НХЛ «Лос-Анджелес Кингз».

## Игровая карьера
В 2005 и 2006 годах Дано принимал участие на международном турнире по хоккею с шайбой в Квебеке в составе детской команды «Викториавилл Тайгерс». В дальнейшем играл в составе команд «Викториавилл Тайгерс» и «Монктон Уайлдкэтс» в Главной юниорской хоккейной лиге Квебека. На драфте НХЛ 2011 года был выбран под общим 26 номером командой «Чикаго Блэкхокс».
30 марта 2012 года был переведен в состав «Рокфорд Айсхогс» — фарм-клуба «Блэкхокс».
В сезоне 2014/15 был вызван в основной состав «Чикаго» и 22 ноября 2014 года в матче против «Эдмонтон Ойлерс» дебютировал в НХЛ, а его команда одержала разгромную победу со счетом 7:1.
В начале сезона 2015/16 Дано был снова переведен в «Айсхогс». 18 декабря 2015 года вернулся в состав «Чикаго», а через два дня заработал первое очко в НХЛ, отдав голевой пас на Эндрю Шоу в матче с «Сан-Хосе Шаркс», окончившийся победой «Чикаго» со счетом 4:3. Свой первый гол в НХЛ Дано забил 8 января 2016 года в матче с «Баффало Сейбрз» (в этом матче «Блэкхокс» победили со счетом 3:1). 26 февраля 2016 года хоккеист был обменян в «Монреаль Канадиенс» на форвардов Дэйла Уиса и Томаша Флейшманна («Канадиенс» также получили выбор во втором раунде драфта НХЛ 2018), а 5 июля 2016 он подписал двухлетний контракт с клубом из Монреаля.
13 января 2018 года в матче с «Бостон Брюинс» шайба после броска Здено Хары попала в голову Дано, после чего он упал на лёд и неподвижно пролежал на нем несколько минут, после чего был доставлен в больницу.
15 июля 2018 года Дано подписал с «Монреалем» новый контракт сроком на 3 года.